# Rhodanthidium buteum
Rhodanthidium buteum är en biart som först beskrevs av Warncke 1980.  Rhodanthidium buteum ingår i släktet Rhodanthidium och familjen buksamlarbin. Inga underarter finns listade i Catalogue of Life.